# Всесвітній день письменника

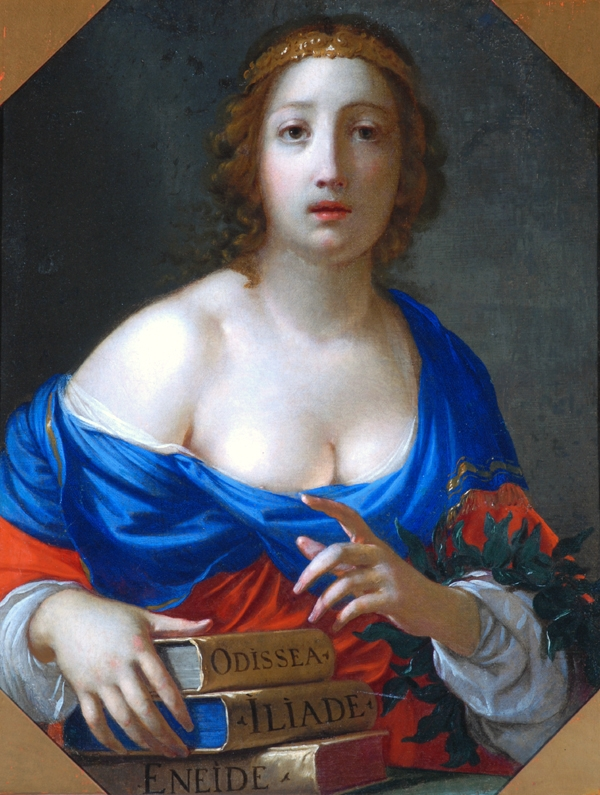
Калліопа — в давньогрецькій міфології найстарша серед дев'яти муз; первісно богиня співів, згодом покровителька епічної поезії й науки

Всесвітній день письменника (повна назва — Всесвітній день миру для письменника) — професійне свято, яке святкується 3 березня. Закликає «четверту владу» виступати проти негативних аспектів демократичного друку, утриматись від неправдивих публікацій, навмисних фальсифікацій, умисного викривлення фактів та тенденційної безчесної їх інтерпретації заради політичних, групових та особистих інтересів.

## Історія свята

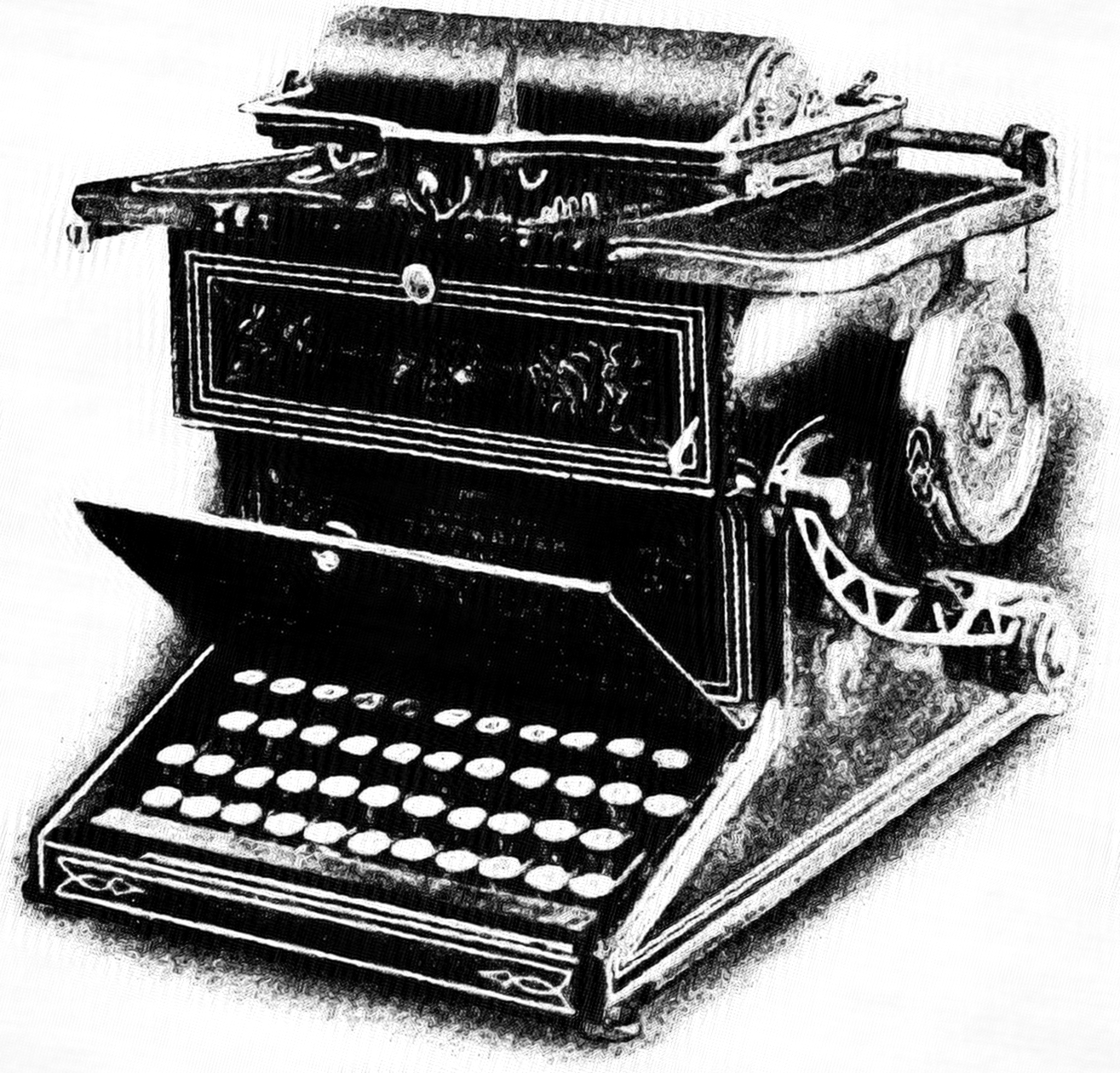
Зброя письменника

У 1921 році було створено ПЕН-клуб. У 1923 році в Лондоні відбувся перший міжнародний конгрес ПЕН-клубу. 12–18 січня 1986 року на 48-му за рахунком міжнародному конгресі учасники ПЕН-клубу прийняли рішення оголосити 3 березня Всесвітнім днем миру для письменника.
У деяких країнах це свято розширило заявлений спектр. Називається просто День письменника і є приводом для вшанування літературних діячів, які проявили себе.

## Святкування в Україні
2012 року за підтримки голови фонду «Нові традиції» Сергія Бондарчука українська письменниця Лариса Ніцой ініціювала щорічне святкування Всесвітнього дня письменника в Україні.